# Ådö (väst om Jussarö, Raseborg)
Ådö är en ö i Finland. Den ligger i Finska viken och i kommunen Raseborg i den ekonomiska regionen  Raseborg i landskapet Nyland, i den södra delen av landet. Ön ligger omkring 89 kilometer väster om Helsingfors.
Öns area är 16,5 hektar och dess största längd är 0,7 kilometer i öst-västlig riktning.